# Agathosma pungens
Agathosma pungens är en vinruteväxtart som först beskrevs av Ernst Meyer och Otto Wilhelm Sonder, och fick sitt nu gällande namn av Neville Stuart Pillans. Agathosma pungens ingår i släktet Agathosma och familjen vinruteväxter. Inga underarter finns listade i Catalogue of Life.